# Дзюбеле
Дзюбеле (пол. Dziubiele, нім. Zollerndorf) — село в Польщі, у гміні Ожиш Піського повіту Вармінсько-Мазурського воєводства.
Населення — 149 осіб (2011).

## Демографія
Демографічна структура станом на 31 березня 2011 року:
|          | Загалом | Допрацездатний вік | Працездатний вік | Постпрацездатний вік |
| -------- | ------- | ------------------ | ---------------- | -------------------- |
| Чоловіки | 82      | 23                 | 53               | 6                    |
| Жінки    | 67      | 18                 | 37               | 12                   |
| Разом    | 149     | 41                 | 90               | 18                   |